# Arronches
Arronches – miejscowość w Portugalii, leżąca w dystrykcie Portalegre, w regionie Alentejo w podregionie Alto Alentejo. Miejscowość jest siedzibą gminy o tej samej nazwie.

## Demografia
| Liczba ludności gminy Arronches (1801–2011) | Liczba ludności gminy Arronches (1801–2011) | Liczba ludności gminy Arronches (1801–2011) | Liczba ludności gminy Arronches (1801–2011) | Liczba ludności gminy Arronches (1801–2011) | Liczba ludności gminy Arronches (1801–2011) | Liczba ludności gminy Arronches (1801–2011) | Liczba ludności gminy Arronches (1801–2011) | Liczba ludności gminy Arronches (1801–2011) | Liczba ludności gminy Arronches (1801–2011) |
| ------------------------------------------- | ------------------------------------------- | ------------------------------------------- | ------------------------------------------- | ------------------------------------------- | ------------------------------------------- | ------------------------------------------- | ------------------------------------------- | ------------------------------------------- | ------------------------------------------- |
| 1801                                        | 1849                                        | 1900                                        | 1930                                        | 1960                                        | 1981                                        | 1991                                        | 2001                                        | 2004                                        | 2011                                        |
| 2 470                                       | 2 970                                       | 4 990                                       | 6 205                                       | 6 818                                       | 4 307                                       | 3 677                                       | 3 389                                       | 3 278                                       | 3 119                                       |

## Sołectwa
Sołectwa gminy Arronches (ludność wg stanu na 2011 r.)
- Assunção - 1924 osoby
- Esperança - 739 osób
- Mosteiros - 456 osób